# Hans Iakob Estrup
Hans Iakob Estrup (født 15. august 1960) er en dansk godsejer, kammerherre og erhvervsmand.
Han er søn af kammerherre og hofjægermester Iakob Estrup og overtog Kongsdal i 1986. I 2009 blev han udnævnt til hofjægermester og i 2018 til kammerherre. Han er uddannet på Handelshøjskolen i København 1985-88 og har en International Company MBA.
Estrup har været ansat som salgsdirektør i Olivetti fra 1989 til 1995, administrerende direktør for Unisys fra 1995 til 2001 og Senior Executive i IBM 2001-05. Senest var han ansat som Administrerende Direktør i Fujitsu Danmark 2006-11.